# Noyan Taylan
Noyan Taylan, né le 24 janvier 2002, est un nageur français.

## Carrière
Noyan Taylan est sacré champion de France du 200 mètres papillon aux Championnats de France d'hiver de natation 2021 à Montpellier.